# Мечеть Хамза-бей (Болгария)
Мечеть Хамза-бей (болг. Джамия на Хамза бей, тур. Eski Camii) — некогда бывшая мечеть города Стара-Загора, а ныне музей религии.
Мечеть была построена в XV веке по приказу Хамзы-бея, тогдашнего губернатора Стара-Загоры. Как пишут некоторые историки, занимающиеся вопросами и историей религии в Болгарии, мечеть была построена в бурное время междоусобной борьбы за престол, длившейся с 1402 по 1413 год, и, как отмечается ими, является одной из самых важных ранних османских однокупольных мечетей. 
Здание состояло из квадратного молитвенного зала и вестибюля с севера. Прямо напротив входа, в толще южной стены, образована ниша михраба. Квадратный молитвенный зал перекрыт величественным куполом диаметром 17,47 м. С архитектурной точки зрения мечеть уникальна для своего времени тем, что огромный купол не покоится на промежуточных опорах, а поддерживается исключительно стенами молитвенного зала. Мечеть Хамза-бей является вторым по величине представителем однокупольных мечетей, после мечети в городе Мудурну, построенной Баязидом I в 1388 году. С восточной стороны данной мечети, в непосредственной близости, была построена турецкая баня (хаммам), аналогично той же мечети в Мудурну. На более позднем этапе, с северной стороны построен вестибюль, перекрытый тремя малыми куполами. Он спроектирован с небольшой центральной комнатой напротив входа в молитвенный зал и двумя боковыми комнатами. Минарет мечети раньше стоял в северо-западном углу молитвенного зала, но был снесен в середине 1980-х годов из-за опасности самоуничтожения.
В 2001 году в ходе археологических раскопок в молитвенном зале были обнаружены остатки фундамента средневековой христианской церкви. Она имеет один неф, одну апсиду и была построена со второй половины X по начала XI века. Когда в начале XV века началось строительство мечети, церковь находилась в руинах.
В 1856 году мечеть сильно пострадала от пожара. Орнаментальная фреска в стиле барокко на внутренних стенах, скорее всего, датируется 1859–1860 годами. К этому же времени относится и деревянная галерея, возведенная в молитвенном зале прямо над входной дверью. 
Мечеть Хамза-бей — одно из немногих зданий, переживших пожар в Стара-Загоре во время Русско-турецкой войны, и единственное, сохранившееся до наших дней. После освобождения Болгарии от османского ига некоторое время использовалась как церковь, а затем снова стал мусульманским молитвенным домом. Была закрыта на масштабную реставрацию Национальным институтом культурных памятников Народной Республики Болгария, которая была завершена в 1976 году. Во время проводившейся кампании «Возродительного процесса» ее минарет был разрушен, а полумесяц снят с купола. С 2008 по 2013 года здание реставрировалось за счет гранта Европейского Союза, после чего было преобразовано в музей религии.